# Фикуле
Фикуле (итал. Ficulle) је насеље у Италији у округу Терни, региону Умбрија.
Према процени из 2011. у насељу је живело 848 становника. Насеље се налази на надморској висини од 454 м.

## Становништво
Према резултатима пописа становништва 2011. у општини је живело 1.695 становника.
| 1936. | 1951. | 1961. | 1971. | 1981. | 1991. | 2001. | 2011. |
| ----- | ----- | ----- | ----- | ----- | ----- | ----- | ----- |
| 3.552 | 3.643 | 3.140 | 2.179 | 1.744 | 1.668 | 1.682 | 1.695 |